# No 5 (parfum)
Pour les articles homonymes, voir Numéro 5.
No 5 est un parfum des Parfums Chanel créé en 1921 par Ernest Beaux pour Coco Chanel qui désirait un parfum épuré en accord avec sa mode : « Un parfum artificiel, je dis bien artificiel comme une robe, c'est-à-dire fabriqué. Je suis un artisan de la couture. Je ne veux pas de rose, de muguet, je veux un parfum qui soit un composé. ». 
Il s'agit probablement du parfum le plus connu au monde et l'un des plus vendus.

## Histoire

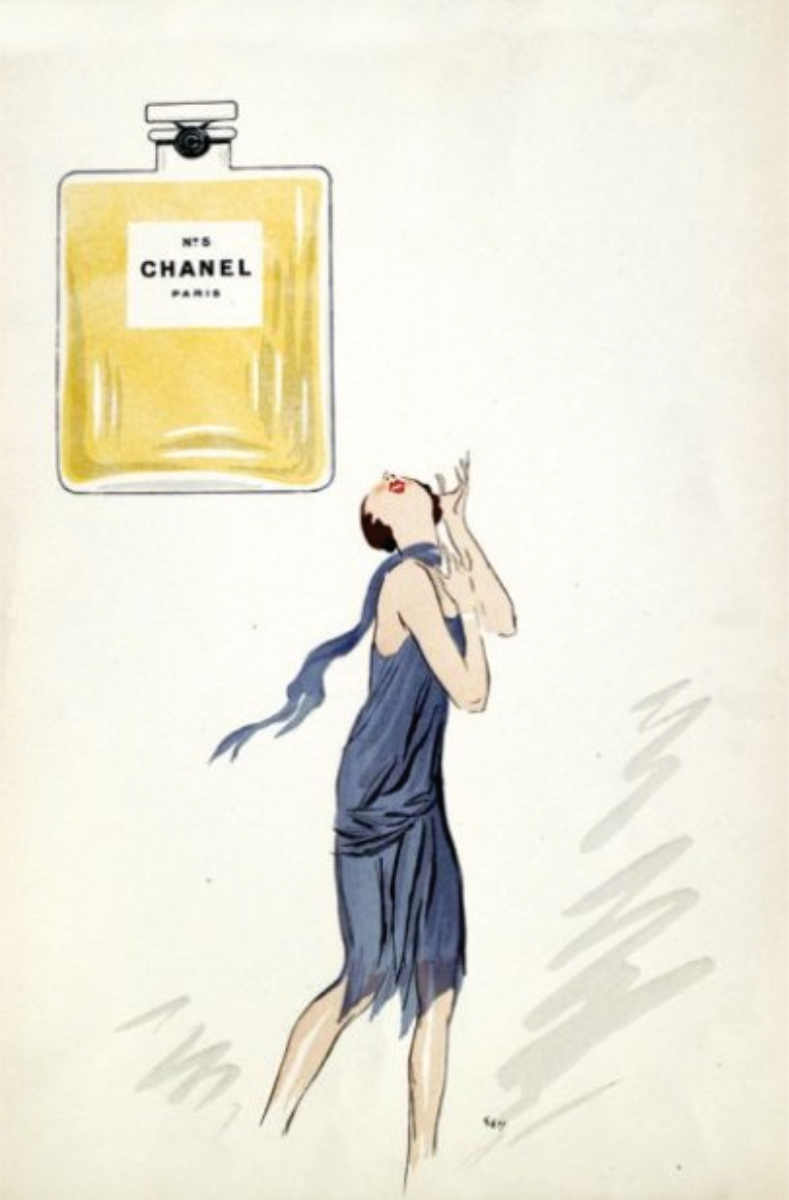
Lithographie publicitaire par Sem, 1927.

Coco Chanel rencontre Ernest Beaux lors d'un séjour sur la Côte d'Azur à Grasse, par l'intermédiaire de son amant le grand-duc Dimitri Pavlovitch. Elle lui commande : « un parfum de femme à odeur de femme »,. Cette percée vers la parfumerie de la part de Gabrielle Chanel reste alors relativement précurseur ; seul Paul Poiret s'y est, à cette époque, notablement aventuré en 1911, mais sans grand succès.
Ernest Beaux présente à Chanel deux séries d'échantillons numérotés de 1 à 5 et de 20 à 24. Elle choisit, selon la légende, l'échantillon no 5. À la question « Quel nom allez-vous lui donner ? », elle répondit : « Je lance ma collection le 5 mai, cinquième mois de l'année, laissons-lui le numéro qu'il porte et ce numéro 5 lui portera chance »,.
Pourtant, ce qui deviendra l'incarnation du succès de la parfumerie française est à l'origine un parfum créé avant la Première Guerre mondiale à Moscou, à destination de l'aristocratie russe. Le Français Ernest Beaux est alors le nez d'une entreprise russe.
La demande de Gabrielle Chanel est précise : elle ne souhaite pas un soliflore, mais bien un parfum composé et abstrait. Ernest Beaux a l'idée d'ajouter au traditionnel bouquet floral, des aldéhydes en C12, principalement le dodécanal (en) avec des notes de lys et de violet, et le 2-méthylundécanal de formule semi-développée CH3-(CH2)8-C*H(CH3)-CHO. Le 2-méthylundécanal est un composé synthétique à la vague odeur d'orange. À l'époque, les ingrédients synthétiques ne sont pas utilisés par les parfumeurs, et les soliflores dominent le marché mais avec pas moins de 80 éléments dont la puissance est démultipliée par une audacieuse surdose d'aldéhydes. Ce mariage entre les corps synthétiques et les ingrédients naturels imposera un vocabulaire résolument nouveau en parfumerie. L'usage de multiples éléments, dont certains très couteux comme le jasmin et le mélange des Aldéhydes, permet également de compliquer la copie éventuelle de la formule.
Coco Chanel teste le parfum lors d'un dîner dans le plus grand restaurant de Cannes où elle invite Ernest Beaux et quelques amis. Sur la table, elle place un vaporisateur sur lequel elle prend plaisir à appuyer dès que quelque élégante personne passe à proximité. Elle raconte « L'effet fut stupéfiant, toutes les femmes en passant près de notre table s'arrêtaient, humant l'air ».
Le design du flacon aux lignes sobres et anguleuses serait inspiré de la trousse de toilette pour homme, peut être de la maison Charvet ou de la flasque à whisky de son ancien amant Boy Capel. Ce design a eu cinq formes différentes : celle, initiale, de 1921, puis de 1924, 1950, 1970 et 2012. Pour le premier des années 1920, Gabrielle Chanel choisit d'enfermer le parfum sophistiqué dans un flacon relativement simple, à l'encontre de la tendance d'alors qui consistait à créer des contenants spectaculaires pour des parfums parfois moyens.
Le parfum n'est d'abord pas distribué mais réservé à ses proches ; le porter traduit alors une forte proximité avec la couturière. Il est lancé le jour de la présentation de la collection Chanel, le 5 mai 1921 (05 05 1921), dans sa boutique rue Cambon à Paris, et, devant son succès (la production artisanale ne permettant pas de répondre à la demande), elle s'associe à la famille juive des Wertheimer qui possèdent un vaste réseau de distribution dans le monde et les parfums Bourjois. Le 4 avril 1924, leur union commerciale donne naissance aux Parfums Chanel détenus à 70 % puis à 90 % par les deux frères Wertheimer Paul et Pierre, qui assument tous les risques financiers, ce qui explique que Coco Chanel se sentira lésée ; elle verra dans sa collaboration avec les nazis un moyen opportuniste de récupérer la propriété des Parfums Chanel.
Dès 1929, le No 5 de Chanel est le parfum le plus vendu au monde ; il terrasse la concurrence, notamment Shalimar de Guerlain. Il entre en 1959 dans les collections permanentes du Museum of Modern Art. Andy Warhol le transforme en œuvre d'art sérigraphiée (neuf peintures acryliques) en 1985.
Longtemps parfum le plus vendu en France, No 5 perd sa place en 2011 au profit de J'adore des Parfums Christian Dior. Il s'en vend un flacon toutes les cinq secondes dans le monde.
Plusieurs fragrances dérivées sont sorties : une eau de toilette en 1924 toujours par Ernest Beaux, une eau de parfum en 1986 par Jacques Polge, une Eau Première en 2008 toujours par Jacques Polge et un No 5 L'Eau en 2016 par le fils de ce dernier, Olivier Polge,.

## Description

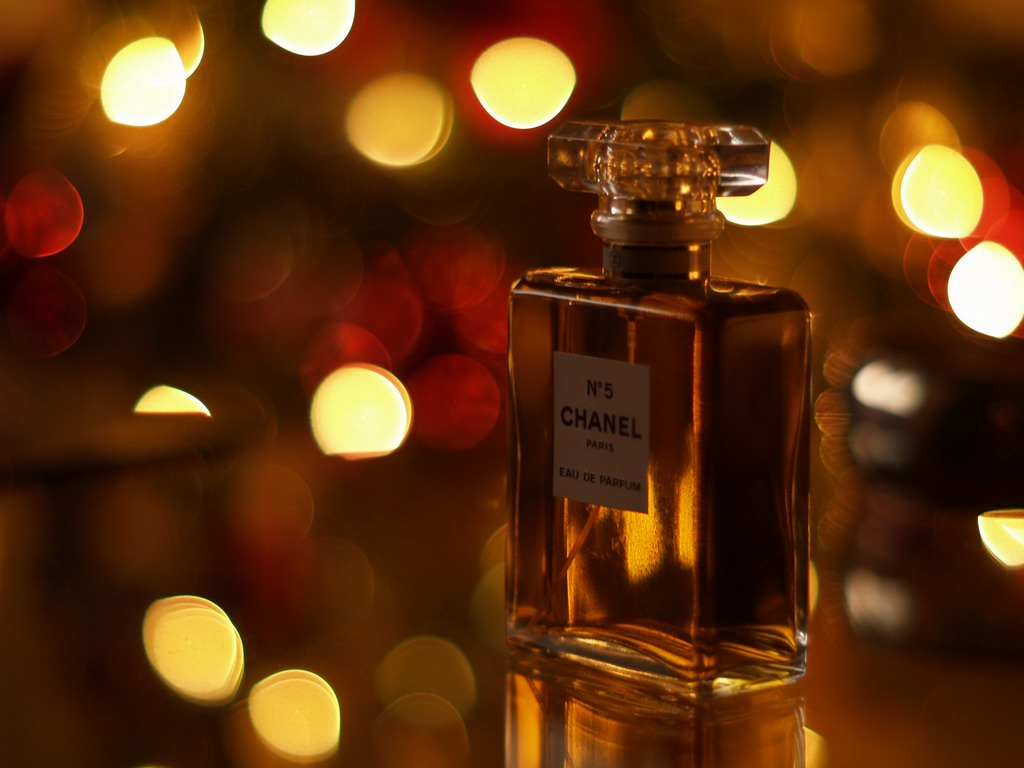
Chanel No 5 Paris.

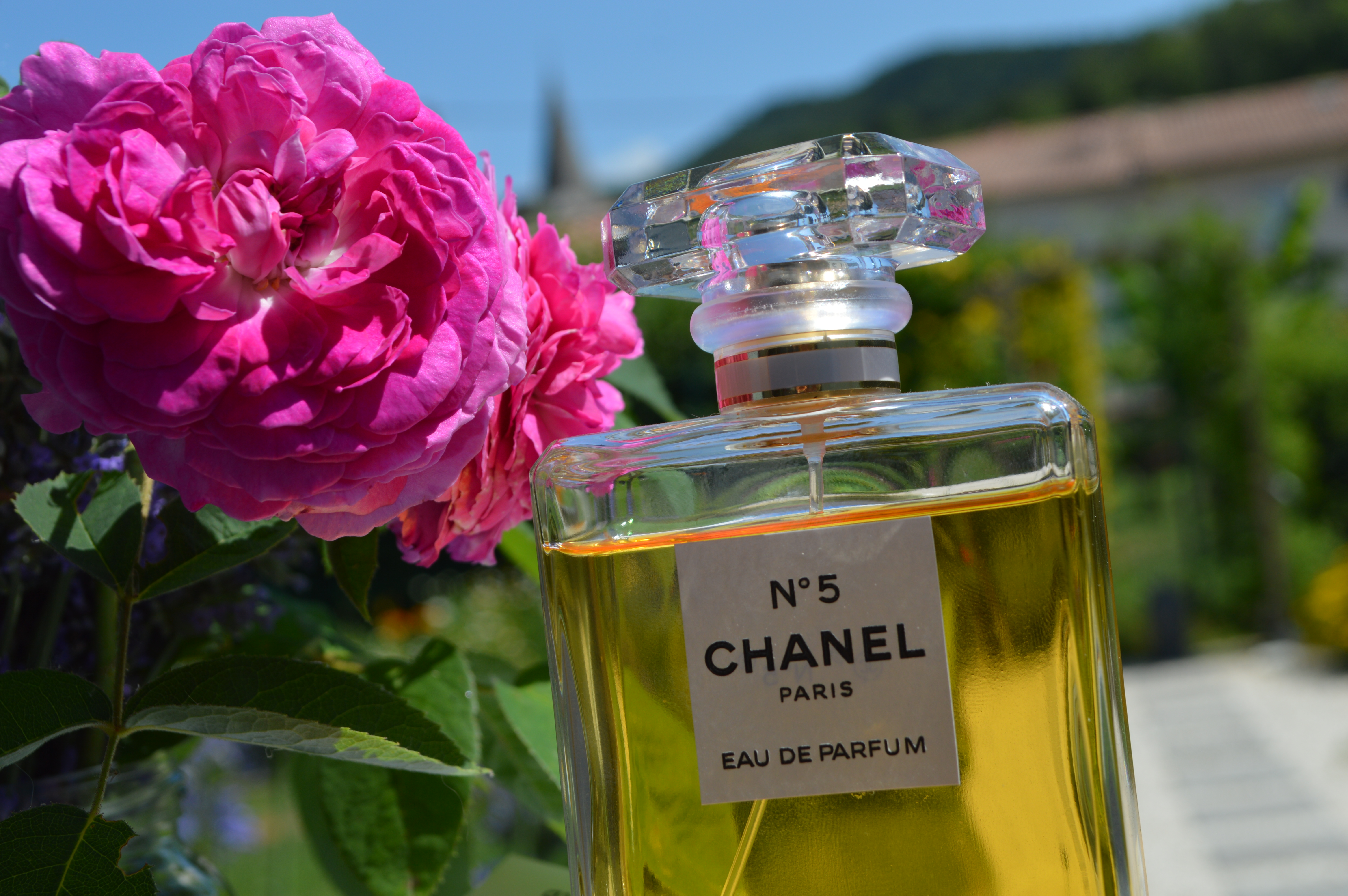
Rose Centifolia Chanel N°5.

Généralement, ce parfum se voit classé dans la catégorie des parfums de style chics, classiques et opulents.
Il appartient à la famille des floraux.
Vanity Fair note pour sa part qu'il « réunit les trois grands piliers de la parfumerie (floral, frais, boisé-vanillé) en tête, les notes hespéridées fraîches fusent avant de s'ouvrir sur l'étonnante sensualité des aldéhydes ».
Les senteurs qui entrent dans la composition de Chanel No 5 sont :
- Notes de tête[3] :
  - Majeure : aldéhyde
  - Mineure : néroli, citron, bergamote
- Notes de cœur :
  - Majeure : ylang-ylang
  - Mineure : jasmin, rose de mai, iris, muguet
- Notes de fond :
  - Majeure : vétiver
  - Mineure : santal, musc, vanille, civette, cèdre

## Publicités

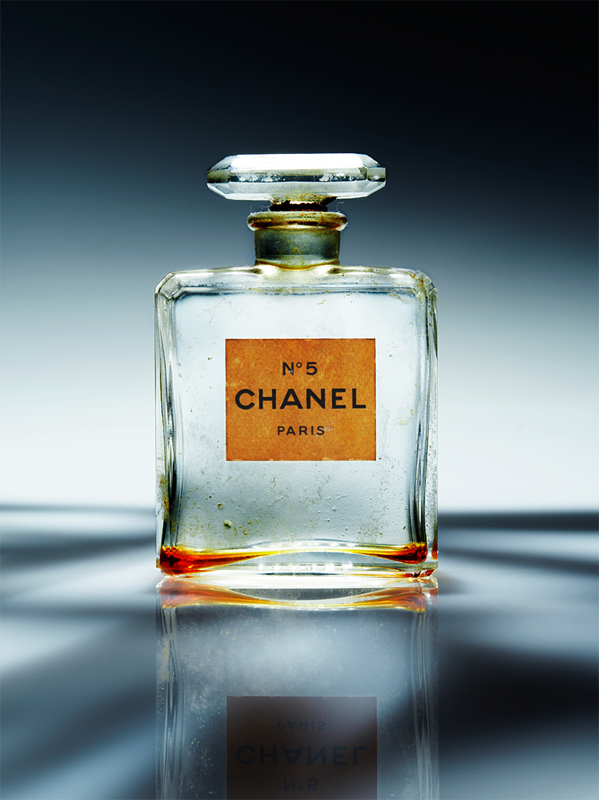
Chanel No. 5.

Les femmes les plus renommées qui représentèrent ce fameux parfum furent Marie-Hélène Arnaud (la première), Suzy Parker, Ali MacGraw, Candice Bergen, Lauren Hutton, Jean Shrimpton, Catherine Deneuve (en 1973, par Richard Avedon), Estella Warren en 1998, dont le film publicitaire Le Chaperon rouge, Carole Bouquet (en 1987, par Michel Comte (en)), Nicole Kidman, Audrey Tautou, et Marion Cotillard (en 2020, par Steven Meisel). En 2012, c'est Brad Pitt qui présente le fameux parfum français. Mais la toute première image publicitaire du parfum reste Coco Chanel, assez célèbre dans les années 1920 pour assurer la promotion du parfum. Il s'agit d'abord d'une lithographie de Sem, figurant Coco Chanel dans une robe de mousseline bleue, puis d'une photographie de la couturière en 1937 par François Kollar. Ce « self marketing » est novateur, de même qu'associer mode, parfum et publicité.
Marilyn Monroe n'en a pas été l'égérie, mais, affirmant qu'elle portait en tout et pour tout seulement une goutte de Chanel No 5 pour dormir : Why, Chanel No. 5 of course! (« Chanel No 5, bien entendu ! »), elle participa à sa popularité. Ses propos, repris en 1952 par le magazine Life puis confirmés huit ans plus tard dans Marie Claire, entrent dans la légende. Finalement en 2013, Chanel utilise des images et enregistrement d'archives de Marilyn Monroe pour réaliser une publicité.
Dans les années 1950, Chanel innove en lançant un spot télévisé pour le parfum, de même qu'en 1966, avec le film commercial Tomorrow's Woman, réalisé par Richard Avedon à New York.

### Le Chaperon rouge
Le Chaperon rouge est une publicité alliant mystère, humour et séduction réalisée par Luc Besson en 1998. Dans le cadre de la campagne imaginée par Jacques Helleu, le directeur artistique de Chanel, le scénario fut mis en dessin par Milo Manara. C'est la mannequin et actrice Estella Warren qui fut choisie pour l'interpréter.

### Train de nuit
Train de Nuit - Chanel No 5 est un spot publicitaire réalisé en mai 2008 par Jean-Pierre Jeunet. Interprété par Audrey Tautou, il se déroule à bord de l'Orient-Express et a été tourné à la gare de Limoges et à la gare de Haydarpaşa à Istanbul, au bord du Bosphore. Il allie la légende de l'Orient Express et le charme des bateaux sur le Bosphore. À noter que la référence historique est erronée car l'Orient Express arrivait à la gare de Sirkeci à Istanbul, et non à Haydarpaşa qui se situe sur la rive asiatique du Bosphore.

## Dans la culture populaire
- Dans une scène du film Les Visiteurs de Jean-Marie Poiré, Godefroy de Montmirail, venant du Moyen Âge et ignorant totalement ce qu'est ce parfum (et son prix), déverse tout le contenu d'une très grande bouteille dans l'eau de son bain[18]. Une scène similaire est présente dans le remake américain du film, Les Visiteurs en Amérique : c'est encore du Chanel No 5 qui est utilisé, le parfum étant connu internationalement.

## Postérité
Parmi les marques influencées : 
- Arpège de Lanvin (1927)
- Le Dix de Balenciaga (1947)
- Robe d'un soir de Carven (1947)
- Madame Rochas de Rochas (1960)
- Calèche d'Hermès (1961)
- Chicane de Jacomo (1971)
- First de Van Cleef & Arpels (1976)
- Eau Première de Chanel (2008)

## Expositions
- No 5 Culture Chanel, de mai à juin 2013, Palais de Tokyo, Paris[25].